# RAT
RAT (англ. крыса) — вредоносное ПО, относящееся к Трояну, с помощью которого злоумышленник может получить удалённый доступ к компьютеру. Вирус RAT, может быть скрыт в коде программы, делая его схожим с видом вредоносного ПО — бэкдором. 
Многие ошибочно переводят эту аббревиатуру как Remote Administration Tool — инструмент для удалённого администрирования. 
На самом же деле аббревиатура RAT означает Remote Access Trojan — троян удалённого доступа.

## Сетевой жаргон по теме RAT
Некоторые хакеры условно называют RAT «крысой» потому как, если рассматривать RAT не как аббревиатуру, а как слово, переводится оно как «крыса». Отсюда появились выражения «кинуть крысу», «посадить крысу», которые можно встретить иногда в чатах или на форумах по соответствующим тематикам.

## Примеры RAT
В качестве примера RAT в смысле, понимаемом хакерами, можно предложить многофункциональную систему удаленного администрирования RAdmin, разработанную компанией Famatech для Windows-систем. Она содержит в себе довольно неплохую функциональность для того, чтобы удовлетворять базовым требованиям RAT.
На практике RAdmin часто применяется в фирмах, где системным администраторам часто нужно осматривать компьютеры пользователей, дабы не тратить своё время на ходьбу от одного пользователя к другому.
Среди крэкеров RAdmin тоже завоевал своё место и довольно часто используется как основное средство доступа к взломанному объекту на платформе Windows.
Большое распространение получил протокол RAT VNC (аббревиатура Virtual Network Computing), который может использоваться во всех популярных операционных системах: Linux, BSD, Windows, Mac OS.
Существует великое множество Open Source реализаций протокола VNC, и многие из них используются в настоящее время по всему миру, это один из самых распространенных протоколов RAT с поддержкой визуального управления.
В качестве примера RAT, в смысле понимаемом крэкерами, можно рассмотреть известную троянскую программу Back Orifice. Она предоставляла доступ к Windows-системам по методу клиент-сервер, то есть сама RAT являлась серверной частью. Минус такой реализации в том, что многие фаерволы (Межсетевые экраны) обнаруживают и блокируют попытки открытия порта на прослушивание. Для решения такой проблемы взломщиками придуман обратный механизм, аналогичный схеме клиент-сервер. В таком случае, RAT, устанавливаемая на компьютере жертвы, является клиентом и сама производит соединение с сервером RAT.